# Luis Vicuña Cifuentes
Luis Vicuña Cifuentes (La Serena, 17 de abril de 1873 - Santiago, 21 de septiembre de 1931[cita requerida]) fue un político y abogado chileno. 

## Biografía
Hijo de Benjamín Vicuña Solar y Eudocia Cifuentes Zorrilla. Estudió en el Liceo de La Serena, el Seminario de la misma ciudad y en la Universidad de Chile juró como abogado, el 13 de julio de 1898.
Se inició en el servicio público asesorando en temas legales a la municipalidad de La Serena (1899-1903), luego emigró a Santiago, donde ingresó al Partido Liberal Democrático, seguidor del testamento balmacedista.
Nunca contrajo matrimonio, pero tuvo un par de parejas que le acompañaron, una de La Serena otra en la capital.

## Actividades Políticas
Elegido Diputado por La Serena, Elqui y Coquimbo (1915-1918), con posterioridad fue designado Ministro de Guerra y Marina (1918) por la administración de Juan Luis Sanfuentes. Intendente de la Provincia de Coquimbo designado por Arturo Alessandri (1923), cuando cayó este gobierno marchó al exilio en Argentina, donde se dedicó a su profesión con una oficina de abogados en Buenos Aires.
A su retorno, participó del gobierno de Carlos Ibáñez del Campo en 1927, siendo parte del directorio del Banco Central de Chile y colaboró en ciertos asuntos legales del Ministerio del Interior.
| Precedido por: Óscar Viel Cavero | Ministro de Guerra y Marina 18 de septiembre - 22 de abril de 1918 | Sucedido por: Jorge Valdivieso Blanco |